# Choroterpes inornata
Choroterpes inornata är en dagsländeart som beskrevs av Eaton 1892. Choroterpes inornata ingår i släktet Choroterpes och familjen starrdagsländor. Inga underarter finns listade i Catalogue of Life.